# Miloš Pech
Miloš Pech (Praga, Checoslovaquia, 22 de agosto de 1927) es un deportista checoslovaco que compitió en piragüismo en la modalidad de aguas tranquilas. Ganó dos medallas en el Campeonato Mundial de Piragüismo en los años 1948 y 1954.
Participó en dos Juegos Olímpicos de Verano en los años 1948 y 1952, su mejor actuación fue un quinto puesto logrado en Londres 1948 en la prueba K2 1000 m.

## Palmarés internacional
| Campeonato Mundial | Campeonato Mundial    | Campeonato Mundial | Campeonato Mundial |
| Año                | Lugar                 | Medalla            | Evento             |
| ------------------ | --------------------- | ------------------ | ------------------ |
| 1948               | Londres (Reino Unido) | Medalla de bronce  | K4 1000 m          |
| 1954               | Mâcon (Francia)       | Medalla de plata   | K1 10 000 m        |